# Falludscha-Stauwehr

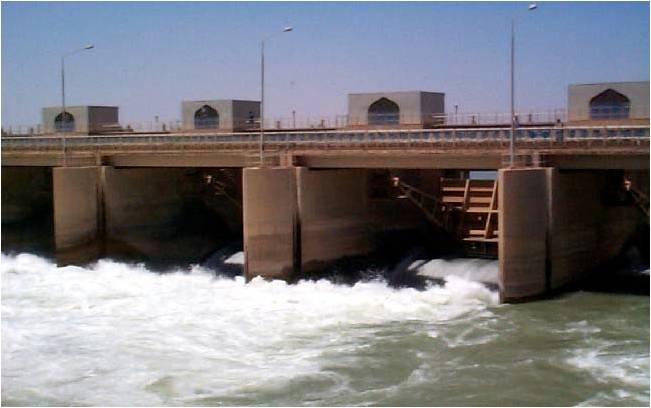
Falludscha-Stauwehr

Das Falludscha-Stauwehr (arabisch سدة الفلوجة, DMG Suddat al-Fallūǧa) steht rund zwei Kilometer südlich von Falludscha im Gouvernement al-Anbar im Irak. Es reguliert den Wasserabfluss aus dem Euphrat in zwei Bewässerungskanäle, die die Gebiete östlich des Euphrats bis zu dem 75 Kilometer Luftlinie flussabwärts liegenden Al Musayib mit Wasser versorgen. Es dient allein der Regulierung des Wasserabflusses; es hat kein eigenes Stauvolumen und auch kein angeschlossenes Wasserkraftwerk.
Das 1985 fertiggestellte Bauwerk besteht aus zwei Teilen: Der Euphrat kann von einem 205 m langen geradlinigen Stauwehr gesperrt werden, das 10 jeweils 16 m breite und 8,5 m hohe Tore mit Sektorwehrverschlüssen hat sowie eine Schleuse für die heute nicht mehr existierende Schifffahrt. Daneben steht am linken Ufer das Einlaufbauwerk mit 8 Toren, die 6 m breit sind und bis zu  104 m³/s Wasser in zwei getrennte Kanäle leiten können. Beide Bauwerke dienen gleichzeitig als zweispurige Straßenbrücke.
Das Falludscha-Stauwehr wurde 2,5 km oberhalb des alten, ungeregelten Kanaleinlaufes neben einer Schleife des Euphrats gebaut. Nach seiner Fertigstellung wurde die Schleife geschlossen, der Fluss durch das Wehr geleitet und eine Verbindung zum alten Kanal hergestellt.
Von April 2014 bis Mitte 2015 war sie in den Händen des IS.